# Kraftwerk bei der Lochbrücke
Das Kraftwerk bei der Lochbrücke (auch Kraftwerk «im Loch») in Lauterbrunnen im Schweizer Kanton Bern wurde 1897 errichtet. Es war ein Laufwasserkraftwerk zur Erzeugung von Bahnstrom mit einer installierten Leistung von knapp 2 MW und steht als Kulturgut unter Denkmalschutz.

## Geschichte
Das Kraftwerk wurde 1897 von der Jungfraubahn-Gesellschaft als Bauherrin erbaut und im November 1898 in Betrieb genommen. Ein Umbau erfolgte 1923. Ein separater Erweiterungsbau an der Nordseite stammt aus den 1950er-Jahren. Nach einem Felssturz auf die Druckleitung und «wegen ungenügender Wirtschaftlichkeit» wurde das Kraftwerk 1974 stillgelegt. Das Gebäude wurde 2003 rechtskräftig in das Bauinventar der Denkmalpflege des Kantons als «schützenswert» aufgenommen.
Die Jungfraubahnen schlossen im April 2008 einen «Kaufrechts- und Planungsrechtsvertrag» über die stillgelegte Anlage ab. Ein Betreiber von Kleinwasserkraftwerken plante die Erneuerung und Wiederinbetriebnahme, die bis 2023 nicht erfolgte. Dem Potential von nahezu 12 GWh Jahresproduktion an elektrischer Energie standen besondere Erfordernisse für die Fischwanderung und verschiedene ökologische Ausgleichsmassnahmen in der noch unverbauten Weissen Lütschine gegenüber.

## Lage und Beschreibung
Das Bauwerk steht am Ostufer der Weissen Lütschine südlich der «Lochbrücke». Am Westufer des Flusses verläuft die Bahnstrecke Zweilütschinen–Lauterbrunnen der Berner Oberland-Bahnen (BOB).
Das Elektrizitätswerk beinhaltet einen Wohnteil im Süden. Der ursprünglich spätklassizistische Baukörper erfuhr (1923 ?) einen qualitätvollen Heimatstilausbau. Das Gebäude ist ein massiver Putzbau, der ein Satteldach mit Querfirst trägt. Der wasserseitig stark vorkragende Quertrakt steht mittig vor dem fünfachsigen Kraftwerksteil mit grossen Fenstern mit Stichbogen. Die Hangseite wird mittig von einem quadratischen Treppenhausturm mit Lunettenfenstern dominiert. Er trägt einen pyramidenförmigen, geschweiften Helm. Eingeschossige Anbauten flankieren den Quertrakt. Zum vollständigen «Bild der Dachlandschaft» gehören sechs Lukarnen auf der Wasserseite.
Der Wohnteil in Holzbauweise erhebt sich über einem massiven Sockelgeschoss. Er hat eine Chaletartige Südfassade mit drei Achsen und einen umlaufenden Balkon. Büge, Friese, Traufbretter, Balkonbrüstungen und Pfosten sind im Stil regionaler Bauernhäuser reich verziert.
Die im Jahre 1946 installierten vier Francis-Turbinen hatten eine Gesamtleistung von 1,912 MW, das entspricht ca. 2600 PS. Zwei Turbinen waren mit jeweils 588 kW und zwei mit jeweils 368 kW ausgestattet. Betreiber war die «Wengernalp- und Jungfraubahn».

## Belege
1. 1 2 3 4 5 6  Denkmalpflege des Kantons Bern: Lauterbrunnen. Loch 42a, 3822 Lauterbrunnen. In: Bauinventar des Kantons Bern. Abgerufen am 11. März 2024.
2. 1 2 3  Eidgenössisches Amt für Wasserwirtschaft (Hrsg.): Statistik der Wasserkraftanlagen in der Schweiz abgeschlossen auf 1. Januar 1947. Bern 1947. S. 46–47.
3. 1 2 3  plattformj.ch: Energie aus der Weissen Lütschine. Wiederinstandstellung eines Kleinwasserkraftwerks in Lauterbrunnen geplant. (27. November 2008, abgerufen am 11. März 2024)
4. ↑  Siehe Website des potentiellen Betreibers (Stand: 11. März 2024).